# Educational Broadcasting System
Educational Broadcasting System (hangul: 한국교육방송공사; hanja: 韓國敎育放送公社; rr: Hanguk Gyoyuk Bangsong Gongsa), mais conhecida pela sigla EBS, é uma rede pública e educativa de televisão e rádio sul-coreana, que cobre todo o território nacional, além de ser a única rede de televisão e rádio sul-coreana sem um serviço regional separado. Estabelecida inicialmente como KBS3, a partir da década de 1990, modificou seu nome para a sigla EBS. 

## História
Antes da EBS, o rádio e a televisão educativos da Coreia do Sul eram administradas pelo Instituto de Desenvolvimento Educativo (KEDI) e pela empresa de radiodifusão pública Korean Broadcasting System (KBS). No final da década de 1980, o governo sul-coreano decidiu separar o serviço educacional da KBS, criando uma nova empresa pública que assumiu o canal de televisão KBS 3 - fundado em 1980 - e a rede de rádio 104.5 FM.
A EBS começou a transmitir em 27 de dezembro de 1990, com programação baseada em conteúdo educacional, ensino de idiomas, programas infantis e desenhos animados. Naquela época, o presidente era nomeado pelo KEDI. Sete anos depois, o grupo lançou os primeiros canais de televisão por satélite.
A EBS tornou-se uma empresa pública independente em 22 de junho de 2000. Desde então, tem buscado se desenvolver como produtora global de educação à distância por meio de cursos educativos online e conteúdo multimídia.

## Financiamento
Embora considerada uma empresa pública de radiodifusão, a EBS obtém a maior parte de seu orçamento anual vindo de anúncios e receita de vendas. Em 2012, 72,1% de sua receita veio de vendas de livros didáticos, publicações e anúncios em suas plataformas de rádio e internet, enquanto o restante veio de taxas de licenciamento de TV (a EBS obtém 3% da taxa total de licenciamento coletada pela Korean Broadcasting System) e subsídios do governo.

## Serviços

### Canais de televisão
A EBS possui dois canais gerais em sinal aberto pela televisão digital terrestre, quatro canais temáticos e um canal internacional. Todos eles estão disponíveis em sinal aberto pela internet e em pacotes básicos de televisão por assinatura.

#### Sinal aberto
- EBS 1TV: É o principal canal de televisão da EBS. Transmite documentários, programas infantis e programas educativos. Foi lançado em 1980 com o nome de KBS 3, já que pertencia à Korean Broadcasting System. Em 1990, com a separação do canal e da Educational FM, mudou o nome para EBS 1.
- EBS 2TV: É um canal de televisão alternativo especializado em cursos e conteúdos educativos. Foi inaugurado em 2015.

#### Cabo, satélite e IPTV
- EBS Plus 1: canal voltado para a preparação de alunos para o Suneung, o teste padronizado de ingresso dos estudantes sul-coreanos nas universidades.
- EBS Plus 2: especializado em aulas de ensino fundamental e médio.
- EBS English: canal temático de voltado para cursos de inglês em diferentes níveis.
- EBS Kids: Canal infantil da EBS; anteriormente, transmitia a programação simultânea do EBS Plus 1.

### Rádio
- EBS FM: É uma estação de rádio educativa. Possui uma programação voltada a cursos de idiomas e programas educativos e culturais. Possui estações em todo o país. Foi lançada em 1981.
- EBS I-radio: Uma estação transmitida exclusivamente pela internet que oferece programas já transmitidos pela EBS FM.

### Cursos interativos
Junto com os canais de rádio e televisão, a EBS funciona como uma plataforma de educação online fornecendo recursos para estudantes sul-coreanos, com o apoio do Ministério da Educação sul-coreano. Seus serviços mais utilizados são cursos de preparação para o Teste Escolar de Habilidades (Suneung) e cursos de Inglês. Também realiza cursos de educação básica, ensino fundamental e médio, matemática, softwares educacionais, cultura geral e línguas estrangeiras.
A oferta da EBS não se concentra apenas na comunidade coreana. Por meio do portal Durian, são oferecidos cursos básicos de língua e cultura coreana em três idiomas: inglês, chinês e vietnamita.

## Identificação
Desde sua fundação, a EBS já possuiu quatro logotipos diferentes, todos eles trazendo sua sigla no design.

### Logotipos

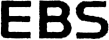
Segundo logotipo da EBS (Julho de 1995 – Julho de 2001)
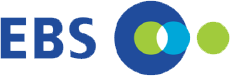
Terceiro logotipo da EBS (Julho de 2001 – Março de 2004)
Quarto logotipo da EBS (Atual, utilizado desde Março de 2004)